# Lingyun
Lingyun (em chinês: 凌云县 (simplificado); 凌雲縣 (tradicional); romaniz.: Língyún Xiàn (pinyin)) é um condado da cidade de Baise, situada ao noroeste da Região Autônoma Zhuang de Quancim, na China. Ocupa área total de 2 040 quilômetros quadrados. De acordo com o censo de 2018, a população do condado era de 226 587.